# صومعة بزرغ
صومعة بزرغ (بالفارسية: صومعه بزرگ) هي قرية تقع في قسم قلندرآباد الريفي في إيران. يقدر عدد سكانها بـ 118 نسمة بحسب إحصاء 2016.